# Verordnung über Online-Streitbeilegung in Verbraucherangelegenheiten
Die Verordnung über Online-Streitbeilegung in Verbraucherangelegenheiten (ODR-Verordnung, ODR-VO) ist eine Verordnung der Europäischen Union über die alternative Streitbeilegung (AS) für den elektronischen Geschäftsverkehr zur Förderung des Wachstums und des Vertrauens in den Binnenmarkt.
Durch die Verordnung wurde eine unabhängige, unparteiische, transparente, effektive, schnelle und faire außergerichtliche Möglichkeit zur Beilegung von Streitigkeiten geschaffen, die sich aus dem grenzüberschreitenden Online-Verkauf von Waren oder der Bereitstellung von Dienstleistungen innerhalb der gesamten Union ergeben. Dadurch soll das Vertrauen von Verbrauchern und Unternehmern in den grenzübergreifenden elektronischen Ein- und Verkauf gestärkt werden. Im ersten Betriebsjahr nutzten 24.000 Verbraucher die OS-Plattform.
Die Verordnung und die Richtlinie 2013/11/EU (ADR-Richtlinie) ergänzen einander.
Die Verordnung (EU) Nr. 524/2013 wurde mit Wirkung zum 20. Juli 2025 aufgehoben.

## Ziel und Zweck
Hauptziel der Verordnung war die Einrichtung einer OS-Plattform (Online-Streitbeilegungsplattform) auf Unionsebene und die Regelung der Zusammenarbeit mit den nationalen Stellen für die alternative Streitbeilegung (AS-Stellen gemäß ADR-Richtlinie).

## Geltungsbereich
Die Verordnung galt ab dem 9. Januar 2016 bis zum 20. Juli 2025 für die außergerichtliche Beilegung von Streitigkeiten (AS), bei denen die in der Union wohnhaften Verbraucher gegen in der Union niedergelassene Unternehmer und umgekehrt vorgehen können. Voraussetzung war, dass die Streitigkeit unter die Richtlinie 2013/11/EU des Europäischen Parlaments und des Rates vom 21. Mai 2013 über die alternative Beilegung verbraucherrechtlicher Streitigkeiten (ADR-Richtlinie) fiel.
Die Verordnung sollte weder für Streitigkeiten zwischen Verbrauchern und Unternehmern, die aus offline geschlossenen Kauf- oder Dienstleistungsverträgen erwachsen, noch für Streitigkeiten zwischen Unternehmern gelten.
OS war nicht dazu bestimmt, gerichtliche Verfahren zu ersetzen und konnte nicht dementsprechend gestaltet sein; außerdem sollte sie Verbrauchern oder Unternehmern nicht das Recht nehmen, die Durchsetzung ihrer Rechte vor Gericht zu suchen. Diese Verordnung sollte daher die Parteien in keiner Weise daran hindern, ihr Recht auf Zugang zum Gerichtssystem wahrzunehmen.

## OS-Plattform
Die Online-Streitbeilegungsplattform (OS-Plattform) wird auf den existierenden AS-Stellen der Mitgliedstaaten aufbauen und die Rechtstraditionen der Mitgliedstaaten achten.
Die OS-Plattform ist eine interaktive Website, die eine zentrale Anlaufstelle für Verbraucher und Unternehmer darstellt, die aus Online-Rechtsgeschäften entstandene Streitigkeiten außergerichtlich beilegen möchten. Die OS-Plattform bietet allgemeine Informationen über die außergerichtliche Beilegung von aus Online-Kaufverträgen und Online-Dienstleistungsverträgen erwachsenden vertraglichen Streitigkeiten zwischen Verbrauchern und Unternehmern. Verbraucher und Unternehmer haben die Möglichkeit, auf dieser Plattform durch Ausfüllen eines in allen Amtssprachen der EU verfügbaren Online-Formulars Beschwerden einzureichen und einschlägige Unterlagen beizufügen. Die Beschwerden werden dann über die Plattform an die für die betreffende Streitigkeit zuständige AS-Stelle weitergeleitet. Die OS-Plattform stellt ein kostenloses elektronisches Fallbearbeitungsinstrument bereit(…), das es den AS-Stellen ermöglicht, das Streitbeilegungsverfahren mit den Parteien über die OS-Plattform abzuwickeln. Die AS-Stellen sind dabei nicht verpflichtet, das Fallbearbeitungsinstrument zu verwenden. Nähere Details zur Ausgestaltung wurden in der Durchführungs-Verordnung 2015/1051 veröffentlicht. Zusätzlich bietet die OS-Plattform Verbrauchern und Unternehmen die Möglichkeit das Tool als Kommunikationsplattform zu nutzen und im direkten Austausch eine Lösung zu finden. Unternehmen können die Plattform somit als Beschwerde-Management-Tool nutzen.
Die OS-Plattform wurde von der Europäischen Kommission entwickelt und wird auch von ihr betrieben. Die Kommission ist einschließlich sämtlicher für die Zwecke dieser Verordnung erforderlichen Übersetzungsfunktionen, die Pflege, die Finanzierung und die Datensicherheit dieser Plattform zuständig. Die OS-Plattform ist benutzerfreundlich auszugestalten.

### Funktion der OS-Plattform
Die OS-Plattform hat folgende Funktionen:
- Bereitstellung eines elektronischen Beschwerde- und Kontaktformulars;[18]
- Unterrichtung des Beschwerdegegners über die Beschwerde oder die Kontaktaufnahme;
- Ermittlung der zuständigen AS-Stelle oder der zuständigen AS-Stellen und Übermittlung der Beschwerde an die AS-Stelle, auf die sich die Parteien gemäß Artikel 9 der Verordnung geeinigt haben;
- kostenlose Bereitstellung eines elektronischen Fallbearbeitungsinstruments, das es den Parteien und der AS-Stelle ermöglicht, das Streitbeilegungsverfahren online über die OS-Plattform durchzuführen;
- Versorgung der Parteien und der AS-Stelle mit Übersetzungen der Informationen, die für die Streitbeilegung erforderlich sind und über die OS-Plattform ausgetauscht werden;
- Bereitstellung eines elektronischen Formulars, mithilfe dessen die AS-Stellen die in Artikel 10 Buchstabe c der Verordnung genannten Informationen übermitteln;
- Bereitstellung eines Feedback-Systems, über das sich die Parteien zur Funktionsweise der OS-Plattform und der AS-Stelle, die ihre Streitigkeit bearbeitet hat, äußern können;
- Bereitstellung von Informationen und statistischen Daten.

Das AS-Verfahren selbst wird von der zuständigen Streitbeilegungsstelle geführt, an die die Beschwerde über die OS-Plattform weitergeleitet wurde (Art. 9 Abs. 6 ODR-VO). Die OS-Plattform selbst ist keine Schlichtungsstelle.

## Verfahrensdauer
Grundsätzlich ist ein Ergebnis des Verfahrens binnen 90 Kalendertagen nach Eingang der vollständigen Beschwerdeakte bei der AS-Stelle zu erreichen. Bei hoch komplexen Streitigkeiten kann die mit der Beilegung betraute AS-Stelle die Frist von 90 Kalendertagen nach eigenem Ermessen verlängern. Die Parteien sind von jeder Verlängerung dieser Frist und von der zu erwartenden Zeitspanne bis zur Beilegung der Streitigkeit zu unterrichten.

## Kosten der OS
Die OS-Plattform selbst ist eine zentrale Anlaufstelle für Verbraucher und Unternehmer, deren Nutzung kostenfrei ist.
Wird eine Beschwerde über die OS-Plattform an eine AS-Stelle weitergeleitet, sollen hinsichtlich der Kosten dieser Stelle eigene (nationale) Verfahrensregeln gelten.

## Online-Geschäfte
„Online-Kaufvertrag oder Online-Dienstleistungsvertrag“ (Online-Geschäfte) im Sinne der Verordnung erfasst Kauf- oder Dienstleistungsverträge, bei dem der Unternehmer oder der Vermittler des Unternehmers Waren oder Dienstleistungen über eine Website oder auf anderem elektronischen Weg angeboten hat und der Verbraucher diese Waren oder Dienstleistungen auf dieser Website oder auf anderem elektronischen Weg bestellt hat. Dies sollte auch Fälle abdecken, in denen der Verbraucher die Website oder den anderen Dienst der Informationsgesellschaft über ein mobiles elektronisches Gerät aufruft, beispielsweise über ein Mobiltelefon.

## Information der Verbraucher
Die in der Union niedergelassenen Unternehmen, die Online-Kaufverträge oder Online-Dienstleistungsverträge eingehen, und in der Union niedergelassene Online-Marktplätze müssen, sofern sie sich dazu verpflichtet haben oder gesetzlich verpflichtet sind, auf ihren Websites einen Link zur OS-Plattform bereitstellen. Dieser Link muss für Verbraucher leicht zugänglich und anklickbar sein.

## Sanktionen
Die von den Unionsmitgliedstaaten vorgesehenen Sanktionen bei einem Verstoß gegen die Verordnung müssen wirksam, verhältnismäßig und abschreckend sein.

## Abgrenzung
Die Alternative Streitbeilegung verbraucherrechtlicher Streitigkeiten bei Online-Geschäften unterscheidet sich von
- staatlichen Gerichtsverfahren, da von keiner beteiligten Partei hoheitlicher Zwang ausgeübt werden kann. Die Vereinbarung ist freiwillig und auch der Vorschlag zur Problemlösung muss von keiner Partei angenommen werden,
- der Schiedsgerichtsbarkeit, weil die Institutionen der Alternative Streitbeilegung verbraucherrechtlicher Streitigkeiten bei Online-Geschäften vom Staat bereitgestellt werden und nicht von den Parteien das Schiedsgericht bzw. die Schiedsrichter selbst vereinbart oder bestimmt werden müssen und dass der Vorschlag zur Problemlösung nicht angenommen werden muss,
- der Mediation, da die Teilnahme des Unternehmers an der Alternativen Streitbeilegung verbraucherrechtlicher Streitigkeiten bei Online-Geschäften regelmäßig verpflichtend ist, während bei der Mediation die Beteiligten grundsätzlich freiwillig teilnehmen.

## Abschaffung der Verordnung und Einstellung der OS-Plattform
Die Verordnung (EU) Nr. 524/2013 wurde durch die Verordnung (EU) 2024/3228 mit Wirkung zum 20. Juli 2025 aufgehoben. Damit wurde auch die von der Europäischen Kommission betriebene Online-Streitbeilegungsplattform (OS-Plattform) eingestellt.
Hintergrund der Abschaffung war eine Evaluierung der Nutzung und Effektivität der Plattform. Trotz jährlich zwei bis drei Millionen Besuchern wurden lediglich rund 200 Fälle pro Jahr tatsächlich an alternative Streitbeilegungsstellen (ADR-Stellen) weitergeleitet. Diese geringe Fallzahl stand in keinem Verhältnis zum Aufwand und zu den Betriebskosten, weshalb die Plattform als nicht mehr zweckmäßig bewertet wurde.
Gemäß Artikel 2 Absatz 4 der neuen Verordnung wurden alle Nutzerdaten, einschließlich personenbezogener Informationen, spätestens am 20. Juli 2025 gelöscht. Neue Beschwerden konnten nur noch bis 20. März 2025 über die OS-Plattform eingereicht werden.
Online-Händler sind seither verpflichtet, sämtliche Verweise auf die OS-Plattform von ihren Webseiten, insbesondere im Impressum und in den Allgemeinen Geschäftsbedingungen (AGB), zu entfernen. Verstöße können als Irreführung gewertet werden und rechtliche Konsequenzen nach sich ziehen.
Die alternative Streitbeilegung bleibt weiterhin über nationale Verbraucherschlichtungsstellen möglich, beispielsweise in Deutschland gemäß dem Verbraucherstreitbeilegungsgesetz (VSBG). Eine Übersicht über anerkannte Streitbeilegungsstellen in der EU, Norwegen und Island stellt die Europäische Kommission weiterhin auf ihrer Website zur Verfügung.